# Lemboides pterischius
Lemboides pterischius is een vlokreeftensoort uit de familie van de Aoridae. De wetenschappelijke naam van de soort is voor het eerst geldig gepubliceerd in 1990 door Lyons & Myers.